# アーシュレタ郡 (コロラド州)
アーシュレタ郡（アーシュレタぐん、英: Archuleta County）は、アメリカ合衆国コロラド州の中央部西に位置する郡である。2010年国勢調査での人口は12,084人であり、2000年の9,898人から22％増加した。郡庁所在地はパゴサスプリングス（人口1,727人）であり、同郡で人口最大かつ唯一の町でもある。

## 歴史
アーシュレタ郡は1885年4月14日にコネホス郡西部が分離してコロラド州議会によって創設された。郡名は「ニューメキシコ州の古いスペイン系一家の家長」J・M・アーシュレタ、および郡創設当時のコネホス郡選出上院議員だったアントニオ・D・アーシュレタに因んで名付けられた。

## 地理
アメリカ合衆国国勢調査局に拠れば、郡域全面積は1,355.48平方マイル (3,510.7 km2)であり、このうち陸地は1,350.22平方マイル (3,497.1 km2)、水域は5.26平方マイル (13.6 km2)で水域率は0.39％である。

### 隣接する郡
- ミネラル郡 - 北
- リオグランデ郡 - 北東
- コネホス郡 - 東
- リオアリバ郡 (ニューメキシコ州) - 南
- サンファン郡 (ニューメキシコ州) - 南西

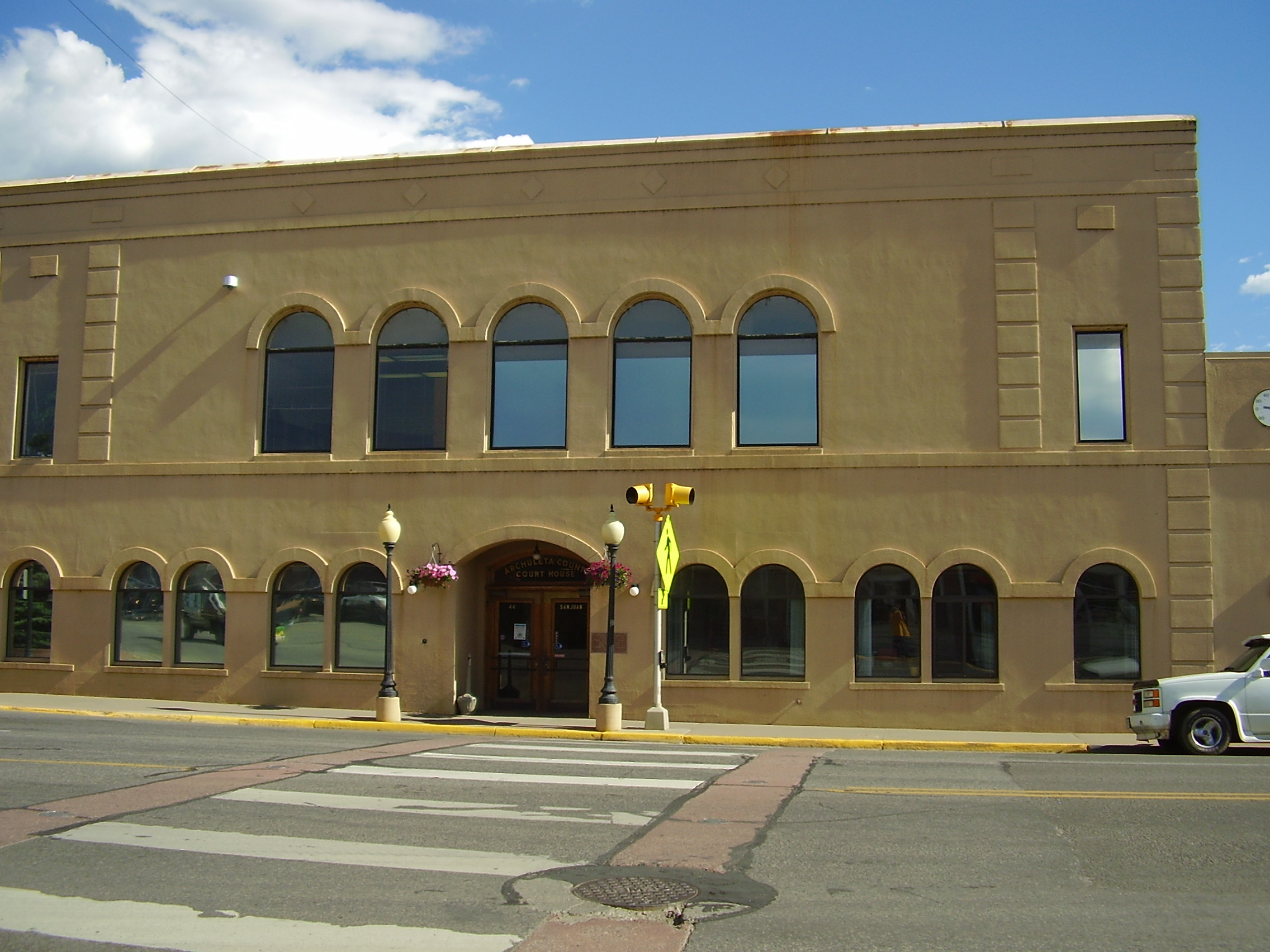
パゴサスプリングスにあるアーシュレタ郡庁舎

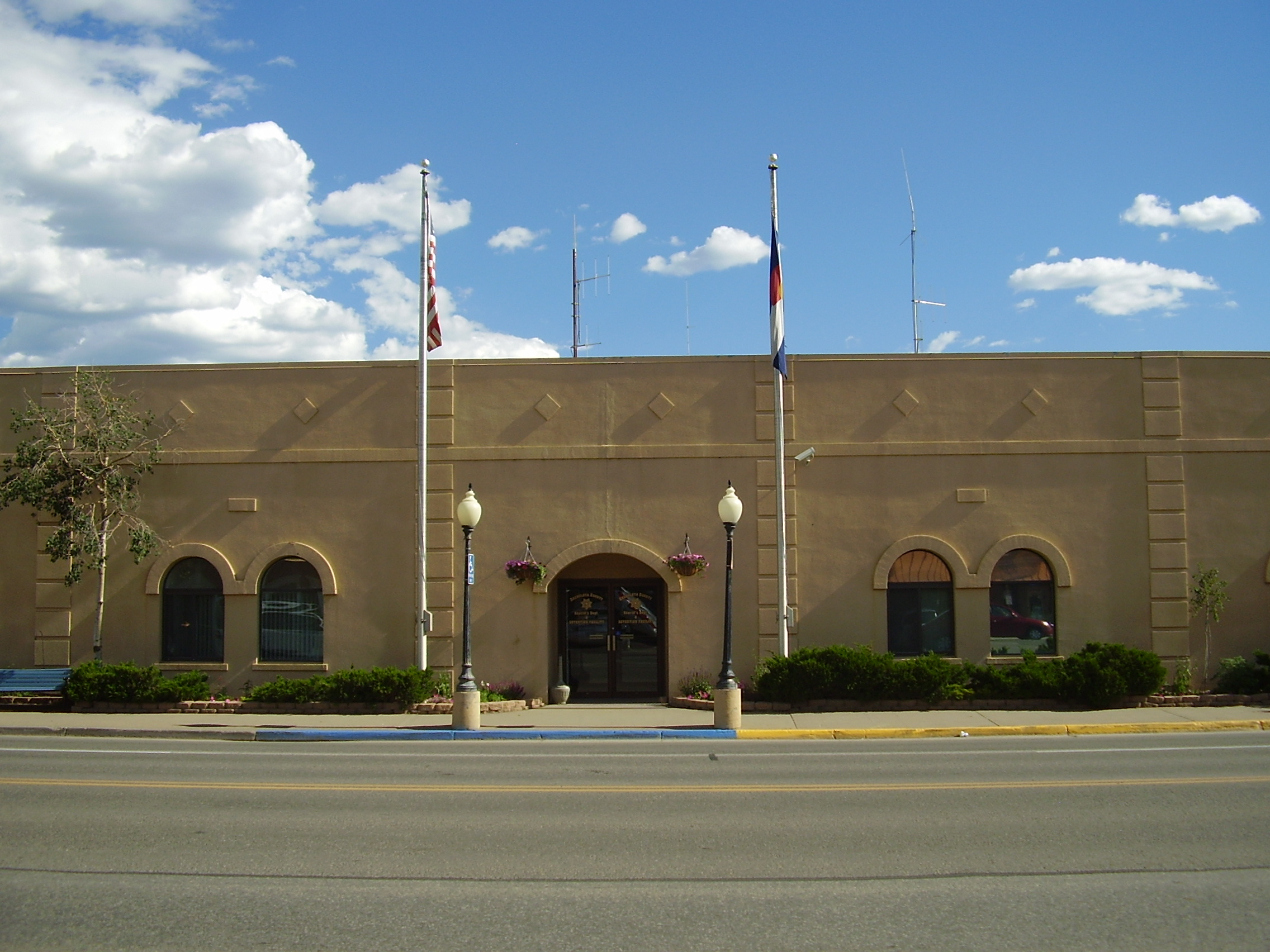
パゴサスプリングスにあるアーシュレタ郡保安官部と収監施設

- ラプラタ郡 - 西
- ヒンズデール郡 - 北西

## 人口動態
以下は2000年の国勢調査による人口統計データである。
| 基礎データ - 人口: 9,898人 - 世帯数: 3,980 世帯 - 家族数: 2,873 家族 - 人口密度: 3人/km2（7人/mi2） - 住居数: 6,212軒 - 住居密度: 21軒/km2（5軒/mi2） 人種別人口構成 - 白人: 88.33% - アフリカン・アメリカン: 0.35% - ネイティブ・アメリカン: 1.40% - アジア人: 0.31% - 太平洋諸島系: 0.03% - その他の人種: 6.97% - 混血: 2.60% - ヒスパニック・ラテン系: 16.76% 年齢別人口構成 - 18歳未満: 25.3% - 18-24歳: 6.3% - 25-44歳: 26.1% - 45-64歳: 30.4% - 65歳以上: 11.9% - 年齢の中央値: 41歳 - 性比（女性100人あたり男性の人口） - 総人口: 102.7 - 18歳以上: 99.5 | 世帯と家族（対世帯数） - 18歳未満の子供がいる: 31.6% - 結婚・同居している夫婦: 59.8% - 未婚・離婚・死別女性が世帯主: 8.2% - 非家族世帯: 27.8% - 単身世帯: 22.1% - 65歳以上の老人1人暮らし: 6.0% - 平均構成人数 - 世帯: 2.47人 - 家族: 2.89人 収入と家計 - 収入の中央値 - 世帯: 37,901米ドル - 家族: 43,259米ドル - 性別 - 男性: 29,521米ドル - 女性: 21,851米ドル - 人口1人あたり収入: 21,683米ドル - 貧困線以下 - 対人口: 11.7% - 対家族数: 9.0% - 18歳未満: 13.0% - 65歳以上: 6.6% |

### 収入

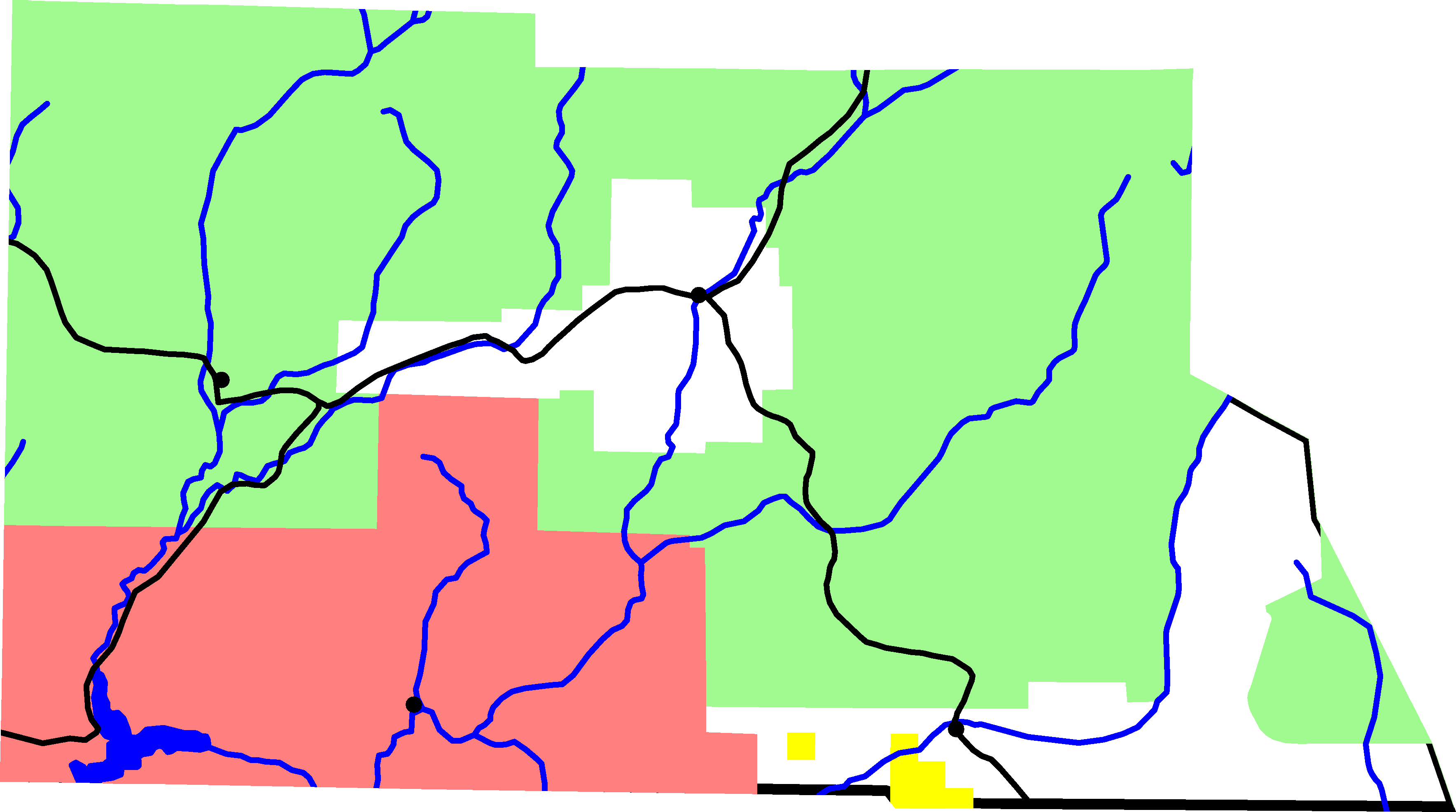
アーシュレタ郡の地形、緑は国有林、赤はインディアン居留地

## 都市と町
- アーボレス（国勢調査指定地域）
- パゴサスプリングス - 郡庁所在地
- チムニーロック（未編入の町）
- クロモ（未編入の町）
- フアニータ（ゴーストタウン）

## 州立公園
- ナヴァホ州立公園

## 国有林と原生地
- リオグランデ国立の森
- サンフアン国立の森
- チムニーロック考古学史跡
- 南サンフアン原生地

## 景観歴史道路
- 大陸分水界国立景観トレイル
- オールド・スパニッシュ・トレイル国立歴史道